# Specie di Doronicum
Elenco delle specie di Doronicum:

## A

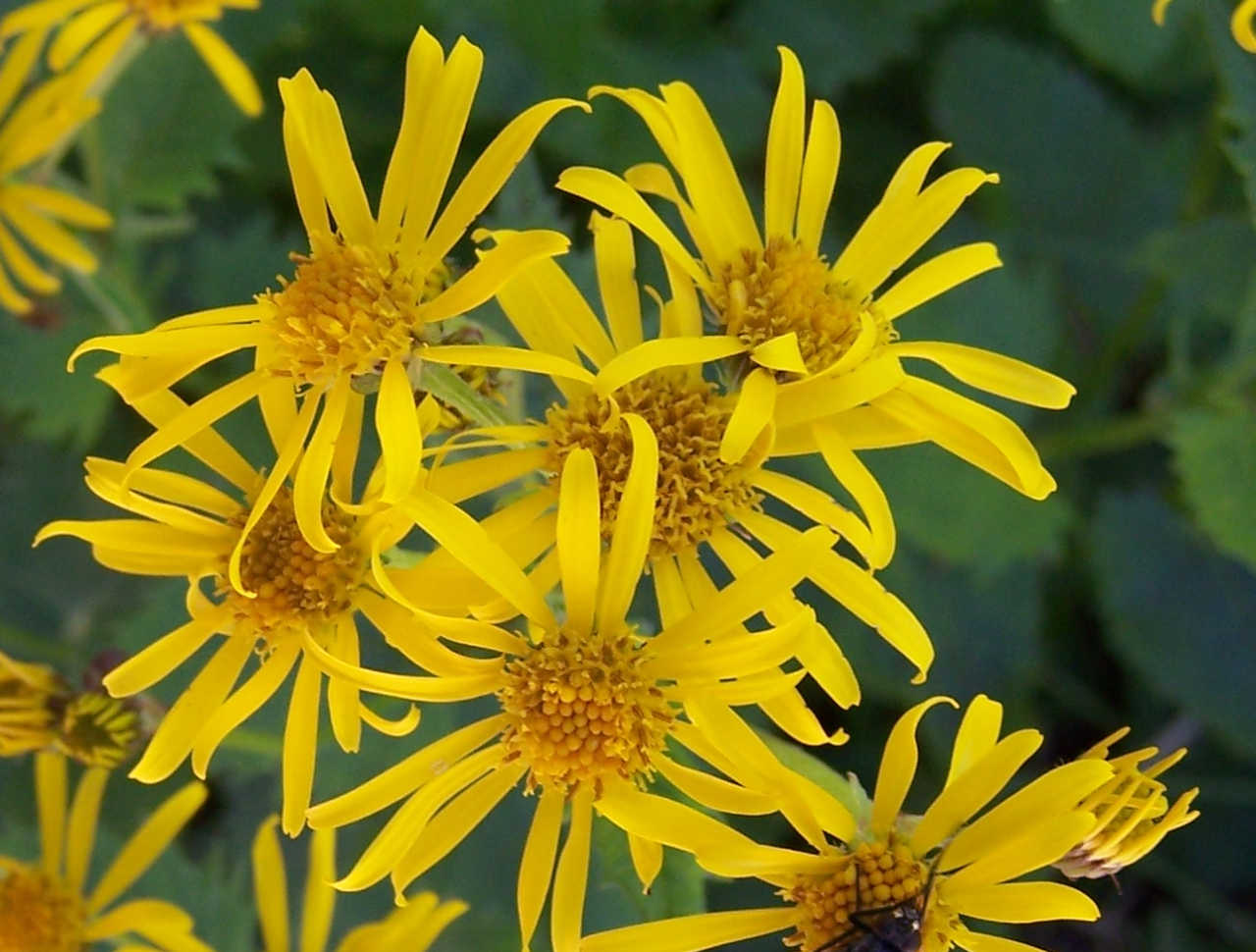
Doronicum austriacum

- Doronicum altaicum  Pall., 1779
- Doronicum austriacum  Jacq., 1774

## C

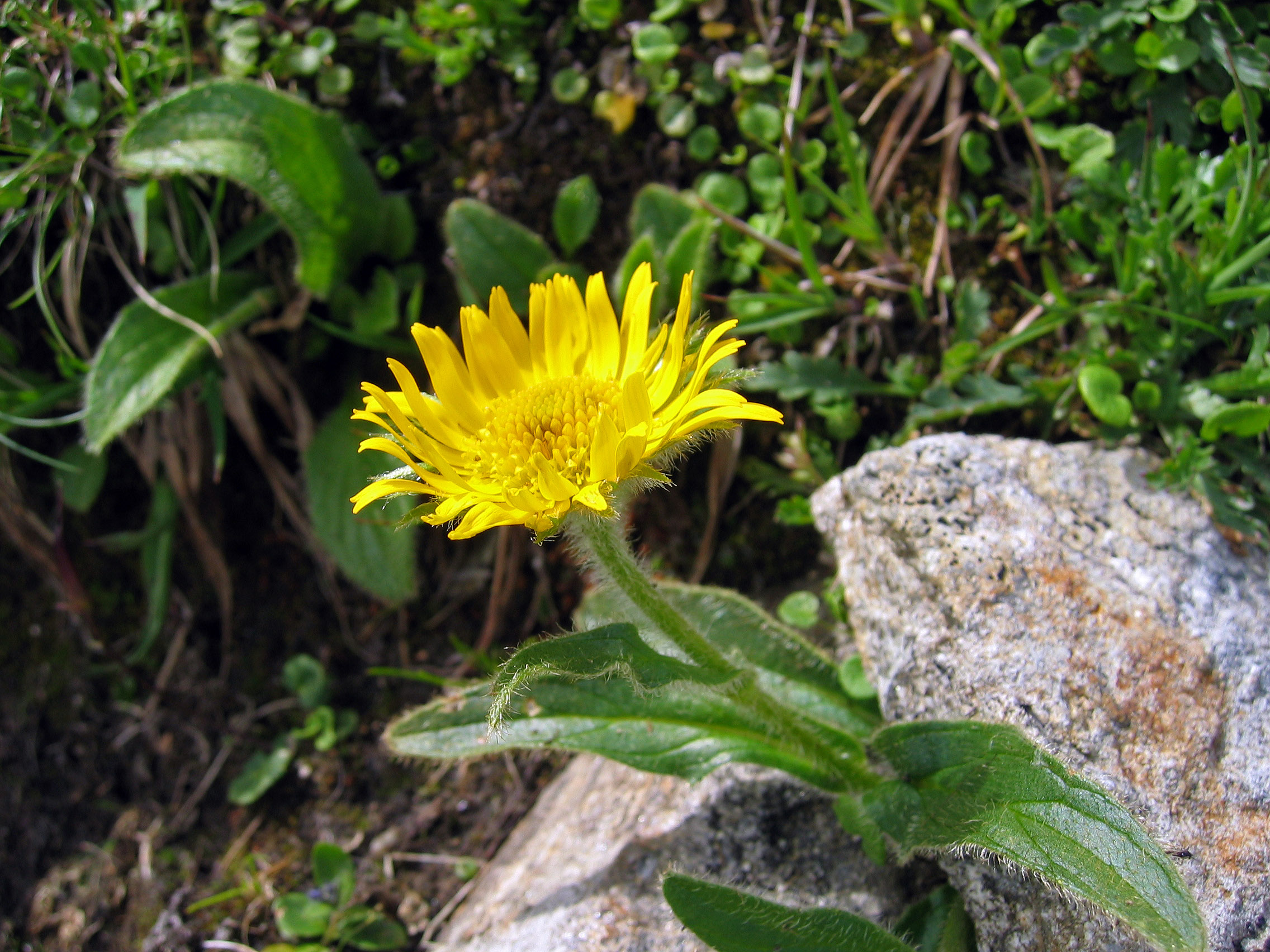
Doronicum clusii

- Doronicum cacaliifolium  Boiss. & Heldr., 1849
- Doronicum calotum (Diels) Q.Yuan
- Doronicum carpaticum  (Griseb. & Schenk) Nyman, 1865
- Doronicum carpetanum  Boiss. & Reut. ex Willk. & Lange, 1865
- Doronicum cataractarum  Widder, 1925
- Doronicum caucasicum M.Bieb.
- Doronicum clusii  (All.) Tausch, 1828
- Doronicum columnae  Ten., 1811
- Doronicum conaense  Y.L.Chen, 1998
- Doronicum corsicum  (Loisel.) Poir., 1812

## D
- Doronicum dolichotrichum  Cavill., 1911

## E
- Doronicum falconeri  C.B.Clarke ex Hook.f., 1881

## G

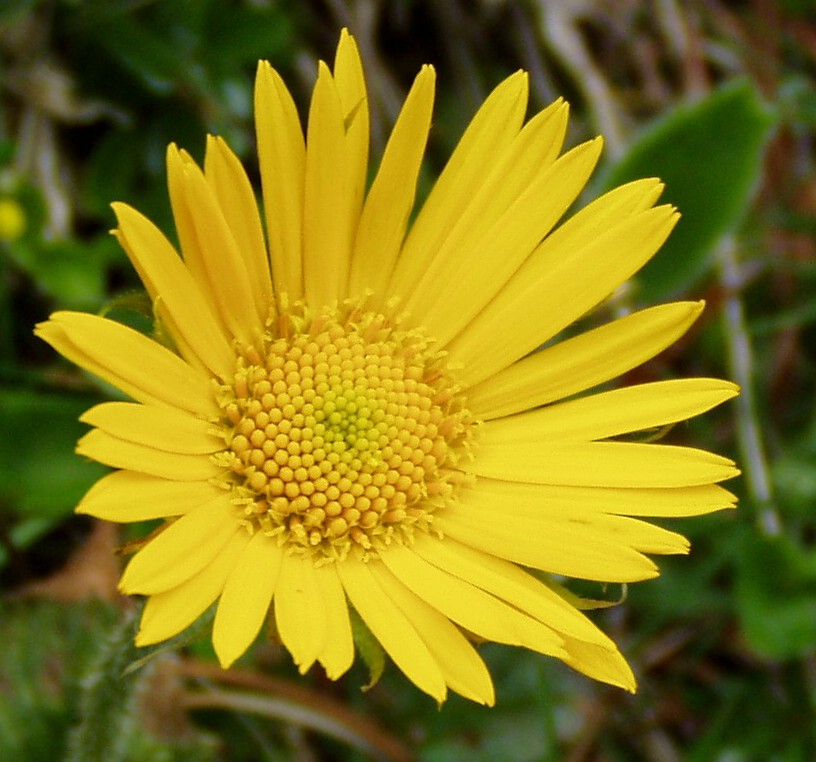
Doronicum glaciale

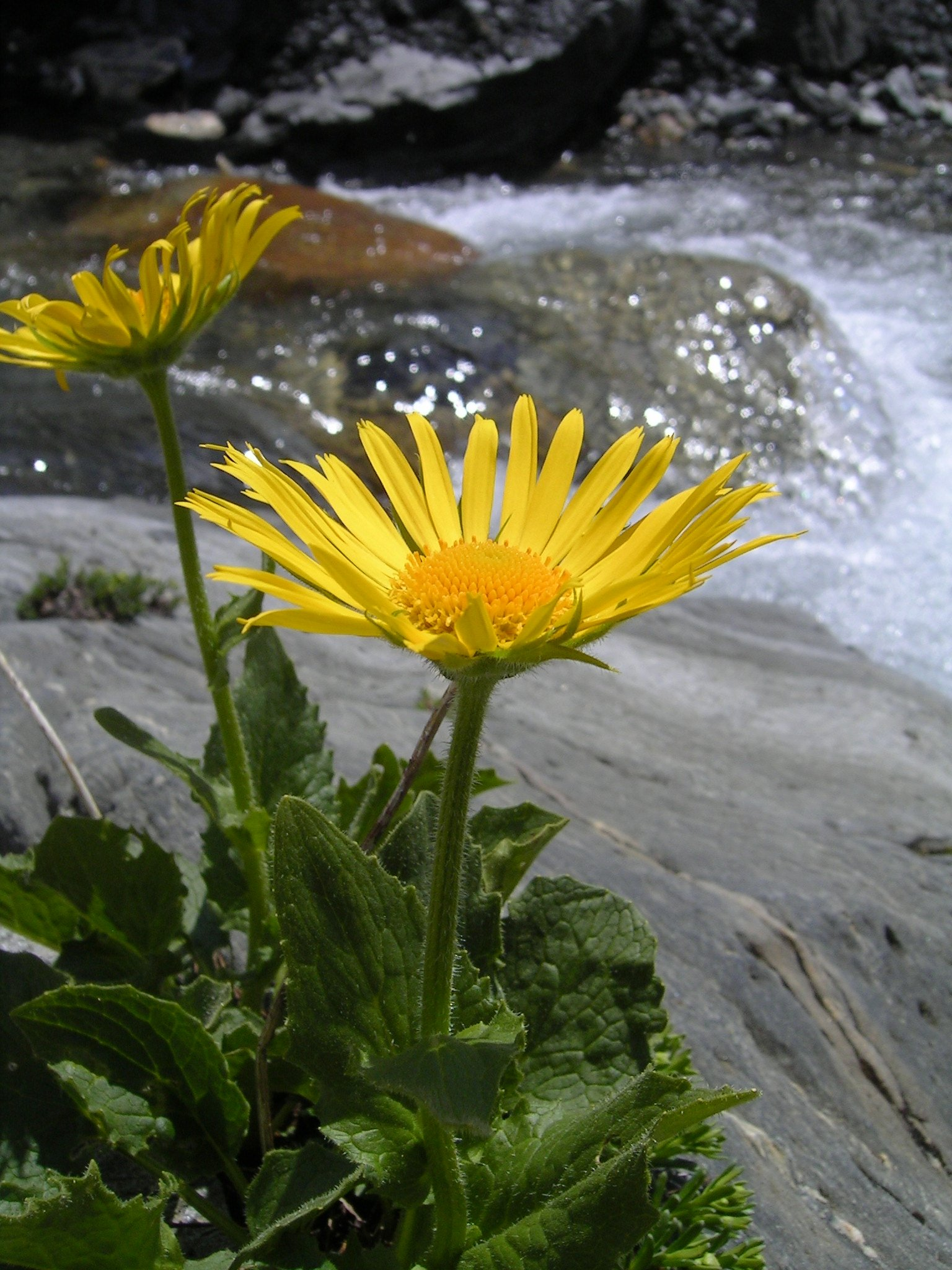
Doronicum grandiflorum

- Doronicum glaciale  (Wulfen) Nyman, 1855
- Doronicum grandiflorum  Lam., 1786

## H
- Doronicum haussknechtii  Cavill., 1911
- Doronicum hungaricum  (Sadler) Rchb.f., 1854

## K
- Doronicum kamaonense  (DC.) Alv.Fern., 2001

## M
- Doronicum macrophyllum  Fisch. ex Fisch., 1812
- Doronicum maximum  Boiss. & A.Huet, 1856

## O
- Doronicum oblongifolium  DC., 1838

## P
- Doronicum pardalianches  L., 1753
- Doronicum plantagineum  L., 1753

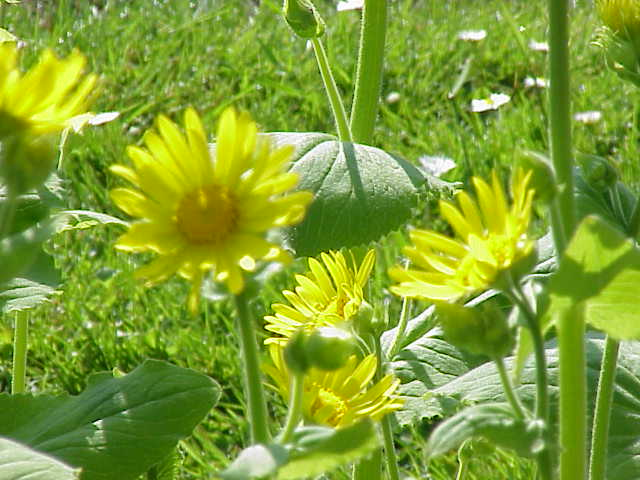
Doronicum pardalianches

- Doronicum pyrenaicum (J.Gay ex Gren. & Godr.) Rivas Mart.

## R
- Doronicum reticulatum  Boiss., 1844

## S
- Doronicum stenoglossum  Maxim., 1881

## T
- Doronicum turkestanicum  Cavill., 1911

## W
- Doronicum wendelboi  J.R.Edm., 1978